# Zagan

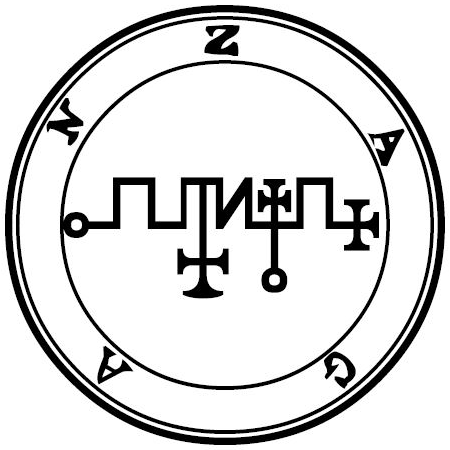
Sello de Zagan

Zagan en demonología es un rey y presidente del infierno, comanda treinta y seis legiones de demonios. 
Puede Convertir el vino en agua, el agua en vino y la sangre en vino. Otro de sus poderes es convertir el metal en monedas hechas de ese metal (ej: plata en monedas de plata).
Se le describe como un hombre con cabeza de toro y alas de grifo.
Aparece en los juegos Golden Sun II: La Edad Perdida y Golden Sun: Dark Dawn como una de las invocaciones combinadas más sencillas.